# Tobysj
Tobysj (russisk: Тобыш, tr. Tobysj) er en flod i Republikken Komi i Rusland. Den er en venstre biflod til Tilma 81 km før dennes udmundingen i Petjora. Tobysj er 393 km lang med et afvandingsområde på 6.610 km².
Tobysj udspringer i Timanhøjderne nær grænsen til Nenetskij autonome okrug nordvest i republikken Komi. Den løber først mod sydvest, derefter mod syd. Floden løber næsten udelukkende gennem ødemark, og er meget svingende og meanderende, specielt i de nederste dele.
Tobysj fryser til ved månedsskiftet oktober/november og bliver isfri igen i maj. I maj/juni går floden over sine breder.
De største bifloder er Siabujakha, Sareda og Bolsjoj Toman.